# Phlogophora variegata
Phlogophora variegata är en fjärilsart som beskrevs av Walter Karl Johann Roepke 1948. Phlogophora variegata ingår i släktet Phlogophora och familjen nattflyn. Inga underarter finns listade i Catalogue of Life.